# Lliga alemanya de futbol 2007-08
La Fußball-Bundesliga 2007-08 és la 45a temporada de la lliga alemanya de futbol, la primera competició futbolística del país. La primera jornada es jugà el 10 d'agost del 2007.
Borussia Mönchengladbach, FSV Mainz 05 i Alemannia Aachen foren els equips que varen descendir la temporada anterior. Karlsruher SC, Hansa Rostock i MSV Duisburg ascendiren de la 2. Fußball-Bundesliga.

## Màxims golejadors
| Pos.                         | Nac. | Jugador              | Equip             | Gols |
| ---------------------------- | ---- | -------------------- | ----------------- | ---- |
| 1                            |      | Luca Toni            | Bayern München    | 24   |
| 2                            |      | Mario Gómez          | VfB Stuttgart     | 19   |
| 3                            |      | Kevin Kurányi        | Schalke 04        | 15   |
| 4                            |      | Ivica Olić           | Hamburger SV      | 14   |
|                              |      | Markus Rosenberg     | Werder Bremen     | 14   |
| 6                            |      | Diego                | Werder Bremen     | 13   |
|                              |      | Marko Pantelić       | Hertha BSC Berlin | 13   |
|                              |      | Mladen Petrić        | Borussia Dortmund | 13   |
|                              |      | Stanislav Šesták     | VfL Bochum        | 13   |
| 10                           |      | Rafael van der Vaart | Hamburger SV      | 12   |
| Dades a: 17 de maig del 2008 |      |                      |                   |      |